# Парч, Гарри

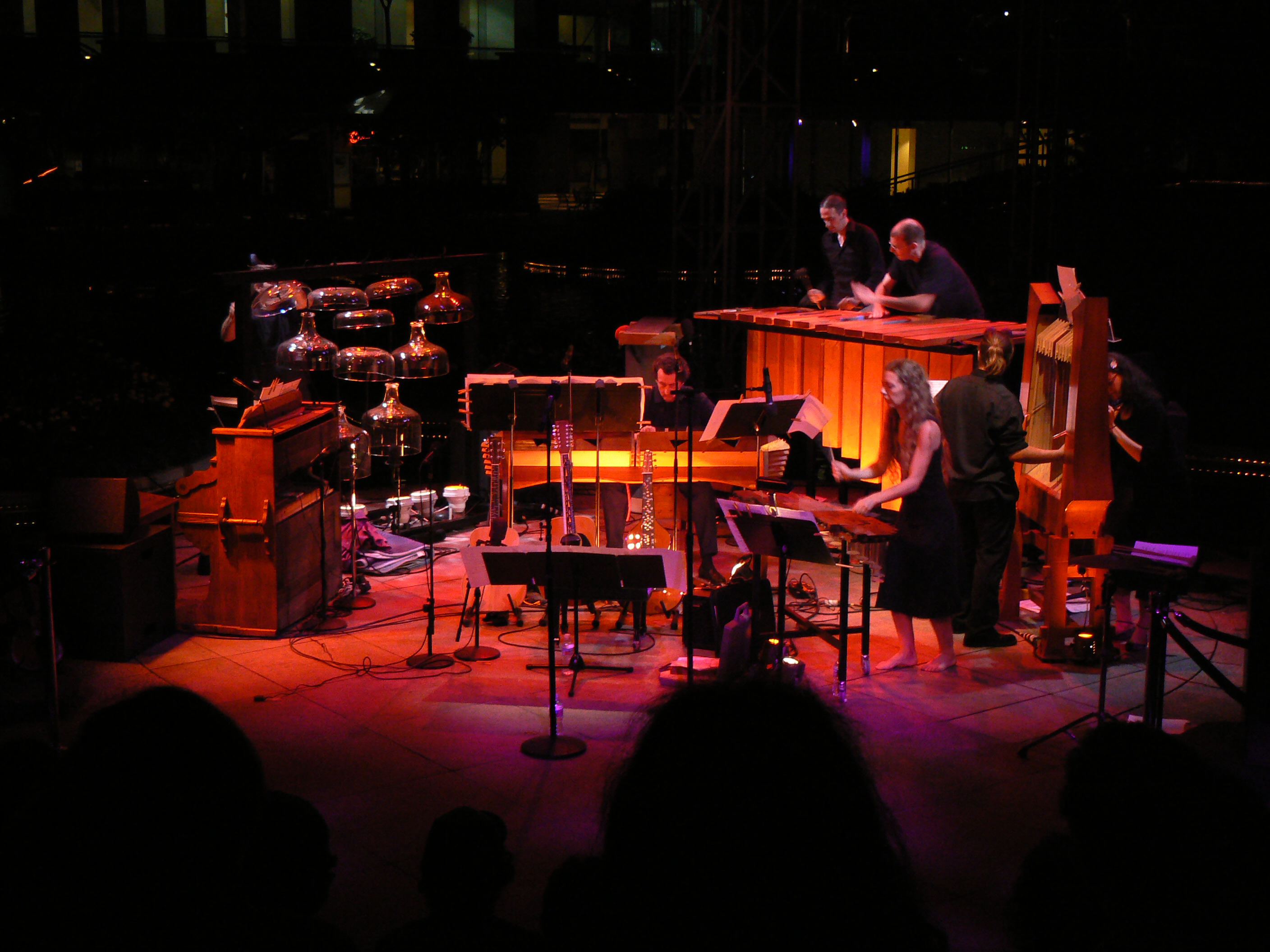
Выступление ансамбля Г.Парча

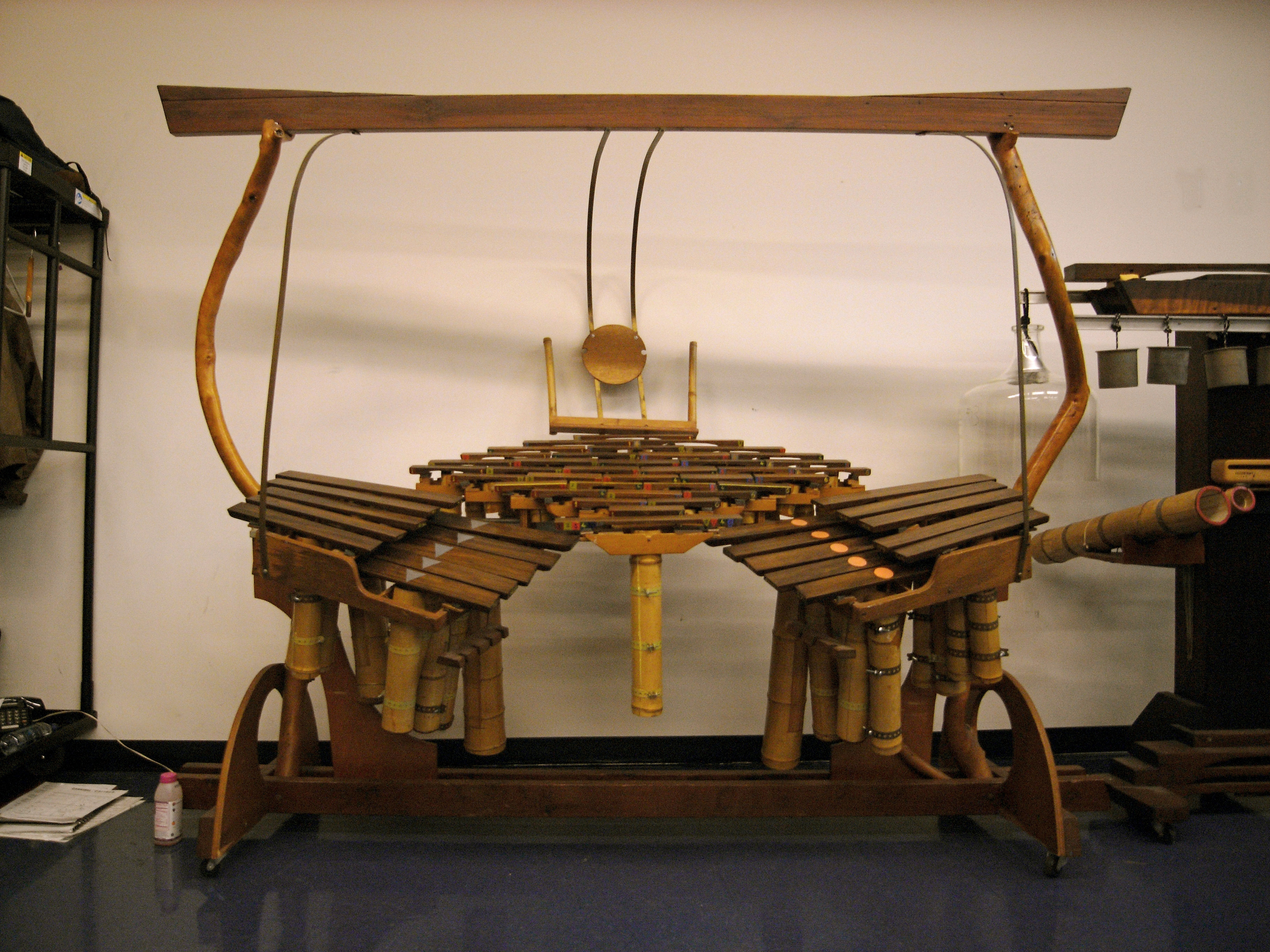
Созданный Парчем Quadrangularus Reversum

Га́рри Парч (англ. Harry Partch; 24 июня 1901, Окленд — 3 сентября 1974, Сан-Диего) — американский композитор, музыкальный теоретик и конструктор музыкальных инструментов, один из пионеров микрохроматической музыки. Большинство своих произведений он написал для новаторских, сконструированных им самим инструментов, для воспроизведения микротоновой музыки с необычным делением октавы (вплоть до 43 ступеней). Он сочинял гаммы с неравными интервалами в одной интонации и был одним из первых западных композиторов XX века, систематически работавших с микротональными гаммами. В этих настройках он построил инструменты, на которых он играл свои композиции, и описал свою теорию и практику в своей книге Genesis of a Music (1947).

## Жизнь и творчество
Гарри Парч родился в семье пресвитерианских миссионеров, длительное время проработавших в Китае. В детские годы Парч научился играть на гитаре, аккордеоне, альте и кларнете. Музыку Парч начал писать в юном возрасте и произведения его были созданы в общепринятом 12-тоновом равномерно темперированном строе. К 1923 году композитор обнаружил для себя ряд недостатков в этой системе и, открыв для себя в том же году теоретическую работу Германа Гельмгольца по теории акустики Учение о восприятии звука как физиологическая основа теории музыки (Die Lehre von den Tonempfindungen als physiologische Grundlage für die Theorie der Musik), полностью пересмотрел своё творчество. В 1930 году он уничтожил все свои ранние сочинения, в том числе и многие песни.
Особый интерес у Парча вызывали музыкальные элементы разговорной речи. Новые звукоряды композитор поначалу создавал с намерением отразить в них «мелодику голоса». С этой целью Парч сконструировал собственный вариант альта, имевший удлинённый гриф с укреплёнными на нём металлическими бляшками для маркирования «природных интервалов». На этом альте предполагалось играть как на виолончели. Именно для такого «адаптированного альта» были написаны «17 стихотворений» (Seventeen Lyrics, 1930—33), на тексты китайского средневекового поэта Ли Бо.
В 1934 году композитор получил стипендию Карнеги для обучения в Лондоне[где?]  древнегреческой звуковой системе. В Дублине Парч встречался с поэтом У. Б. Йейтсом и получил согласие использовать его перевод софокловского Царя Эдипа для создания оперы. Йейтсу Парч продемонстрировал свою «адаптированную гитару», на которой аккомпанировал собственному пению. Йейтс был восхищён и музыкой, и инструментами нового типа, назвав их «сенсационными». В 1935 году, когда срок стипендии истёк, композитор вернулся в США, в которой ещё царила «Великая депрессия». Не найдя для себя достойной работы и перебиваясь скромными и никчёмными заработками, он постепенно разочаровывался в западном обществе «равных возможностей» (называемое Парчем время «Hobo»). Обладая на редкость самолюбивым и тяжёлым характером, Парч тем не менее всегда находил веривших в его талант людей, оказывавших ему поддержку в тяжёлые времена. Часто это была энергичная, прогрессивная молодёжь, помогавшая Парчу в студенческих кампусах создавать его необычные инструменты и участвовавшая в организованных музыкантом представлениях. В 1941 году Парч написал одно из своих самых известных произведений — Бэрстоу (Barstow — Eight Hitchhiker Inscriptions from a Highway Railing at Barstow, California). Мелодия была вдохновлена увиденным композитором граффити на перекрёстке скоростного шоссе в Бэрстоу и построена на изобретённом им 43-ступенном звукоряде. Этот звукоряд был основан на расширении так называемого «тонального ромба», при этом в нём использовались только натуральные интервалы, такие, что числитель и знаменатель отношения частот их тонов достигали 11[неоднозначно].

«Тональный ромб 2» Г. Парча

В начале 1940-х годов музыкант много времени проводил в скитаниях по стране, зачастую переезжая на грузовых трансамериканских железнодорожных составах. В честь одной такой поездки, совершённой в сентябре 1941 года из Чикаго в Сан-Франциско, Парч сочинил большую композицию — U.S. Highball — A Musical Account of Slim’s Transcontinental Hobo Trip (1943). В это же время он написал ряд статей по теории музыки, которые публикует в специализированных журналах[каких?]. В 1991 году, уже после смерти композитора, эти его работы были собраны и изданы под общим наименованием «Горькая музыка» (Bitter Music). Эти статьи зачастую содержали также куски записей на нотном линеаре[неизвестный термин] его разговоров с «Hobo-друзьями», которые затем композитор анализировал по содержавшихся в них «голосовым мелодиям» и использовал в вокальных партиях для своей музыки.
В 1942 году Г. Парч приехал в Нью-Йорк, начал преподавать в Музыкальной школе Истмена. В марте 1943 года ему присудили стипендию Гуггенхайма для конструирования новых музыкальных инструментов и постановки его «Монофонического цикла», включая Barstow и U.S. Highball в нью-йоркском «Карнеги-Холле» в 1944 году. В 1944 году Патч при посредничестве композитора Гуннара Йохансена начал сотрудничать с Мичиганским университетом. Не признанный современной ему академической музыкой, он был достойно встречен учёными, которые издали в 1949 труд Парча Развитие музыки (Genesis of a Music). Этот труд, ставший классическим в области микрохроматической музыки и конструирования приспособленных для неё музыкальных инструментов, неоднократно переиздавался и не утратил своего значения до наших дней.
В 1947 году истёк контракт Г. Парча с университетом, и он уехал в северную Калифорнию. Г. Йохансен предоставил ему старую кузницу на своём ранчо Гуалата (Gualala) севернее Сан-Франциско, и Парч превратил её в музыкальную студию. Здесь он создал новые музыкальные инструменты и в 1950 — аудиозаписи (совместно с молодыми помощниками, среди которых был и композитор Бен Джонстон с женой, оказывавший поддержку Г. Парчу в 1950-е годы).
Среди инструментов, созданных Г. Парчем в кузнице Гуаталы, следует отметить переделанную и особым образом настроенную гармонику, названную «Хромелодеон» («Chromelodeon»), «адаптированную гитару» («Adapted Guitar»), «адаптированный альт» («Adapted Viola»), «ромбовидную маримбу» («Diamond Marimba»), «гармонический канон» («Harmonic Canon»), гигантскую кифару («Kithara»), установленную для игры на специальную платформу, а также мощные «басовую маримбу» и «героическую маримбу» («Bass Marimba» и «Marimba Eroica»). Парч попытался вернуться к задуманному им в середине 1930-х годов проекту оперы Царь Эдип, однако наследница скончавшегося к этому времени Йейтса отказала композитору в праве использовать для либретто тексты поэта. Тогда Парч решил сам сделать необходимые переводы с древнегреческого. В конце концов опера по текстам У. Б. Йейтса была всё-таки поставлена в 1952 году в колледже Мильса в калифорнийском Окленде. В 1953 году Парч покинул студию в колледже Мильса и перебрался в Сосалито, севернее Сан-Франциско. Здесь, на территории «Gate 5» — старой, заброшенной верфи — он организовал собственный ансамбль и с помощью друзей в конце 1940-х зарегистрировал фирменный лейбл «Gate 5». В 1950-е — 1960-е годы композитор создал крупные сценические постановки, в сопровождении ансамбля его новаторских инструментов.

## Сочинения
К наиболее значительным композициям Г. Парча следует отнести его The Bewitched (некое смешение балета и оперы) и Revelation in the Courthouse Park, созданное по мотивам «Вакханок» Еврипида. Обе были впервые поставлены в 1950-е годы в Иллинойсском университете в Урбане. Последняя большая вещь Г. Парча, Delusion of the Fury (1965-66), была впервые поставлена Калифорнийским университетом в Лос-Анджелесе в 1969 году. Многими музыкальными критиками она была признана лучшим произведением, написанным Г. Парчем. Другим замечательным сочинением его считается And on the Seventh Day Petals Fell in Petaluma (1963-66).
Записи музыкальных произведений Г. Парча вплоть до 1962 года осуществлялись его студией «Gate 5». В первую очередь это касалось ранних вещей композитора, включая Barstow und US Highball. В последний период его творчества записи производила корпорация Columbia Records.

## Литературные сочинения
- Partch, Harry. Genesis of a Music: An Account of a Creative Work, Its Roots, and Its Fulfillments (англ.). — 2nd enlarged edition. — New York: Da Capo Press, 1974. — ISBN 0-306-80106-X.
- Partch, Harry. Bitter Music: Collected Journals, Essays, Introductions and Librettos, Champaign: University of Illinois Press, 1991.